# Escobariasläktet
Eskobariasläktet (Escobaria) är ett suckulent växtsläkte inom familjen kaktusväxter. 

## Beskrivning
Arter inom eskobariasläktet är dvärgväxande, klot- eller cylinderformad och oftast tuvbildande, och en eller två arter, exempelvis E. sneedii, kan ha 500 till 1000 huvuden. Dessa huvuden består av många vårtor vilka ofta är dolda av taggsamlingar med korta taggar, och taggarna är vita, grå eller bruna och inte mer än 1,3 centimeter långa. Radiärtaggarna är mycket fina medan centraltaggarna är kraftigare. Blommorna är 2,5 centimeter i diameter och vita, brunaktiga eller rosa. Blomningsperioden sträcker sig över flera veckor på sommaren. Några av de yttre kronbladen har fransiga kanter. Frukten är smal och i regel röd då den är mogen.

## Förekomst
Escobaria har sitt ursprung i södra Kanada, södra genom den västra delen av USA ner till norra Mexiko. En art finns på Kuba, och det är arten E. cubensis som även märks på namnet.

## Odling
Alla medlemmar i detta släkte kan lätt förökas med frön, rot- eller sidoskott. De bör då ha en jordblandning med lika delar humus och sand. Unga plantor kräver skugga, medan äldre exemplar blommar bra under lätt skugga såväl som i fullt solljus. Under vintern tål de flesta arter temperaturer ner till 5°C, om de hålls torra. Vissa arter såsom E. missouriensis och E. vivipara är mycket härdiga och kan odlas på friland. De kräver då mycket god dränering. Allra säkrast övervintras de helt torrt under tak.

## Taxonomi
Under åren har vissa ändringar skett inom taxonomin och dessa släkten ingår numera i släktet Escobaria:
- Neobesseya Britt. & Rose 1923
- Escobesseya Hester 1941
- Cochiseia W.H. Earle 1976
- Escocoryphantha Doweld 1999